# ポリティカル・コレクトネス
ポリティカル・コレクトネス（英: political correctness、略称：PC、ポリコレ）とは、社会の特定のグループのメンバーに不快感や不利益を与えないように意図された政策（または対策）などを表す言葉の総称であり、人種、信条、性別、体型などの違いによる偏見や差別を含まない中立的な表現や用語を使用することを指す。「政治的正しさ」「政治的妥当性」とも言われる。
具体例として、看護婦・看護士という呼称を性別を問わない「看護師」に統合したことや、母子健康手帳という名称を父親の育児参加を踏まえて「親子手帳」に変更したことなどが挙げられる（後述）。

## 歴史
公的な場やメディアでは、この言葉は一般的に、これらの政策が「過剰である」とか「不当である」といった意味合いの蔑称として使われている。
1970年代から1980年代にかけて、左派の人々が「ポリティカリー・コレクト」という言葉を使い始めたのは、自己批判的な風刺であり、真面目な政治運動の名称というよりは、皮肉を込めて使われていた。左派の間では、政治的正統性に固執する人々を風刺するための仲間内のジョークと考えられていた。
20世紀後半、新左翼に対する保守派の批判から、この言葉の現代的な侮蔑的用法が生まれた。この用語は、1990年代にニューヨーク・タイムズ紙などに掲載された多くの記事によって広まり、1987年に出版されたアラン・ブルームの著書『アメリカンマインドの終焉（The Closing of the American Mind）』をめぐる論争でも広く使われた。この言葉は、ロジャー・キンボールの『終身雇用された過激派たち（Tenured Radicals）』（1990年）や、保守派の作家ディネス・ドゥーザの『偏狭な教育（Illiberal Education）』（1991年）をきっかけに、さらに広まった。
この言葉は特にアメリカにおいて、リベラル派と保守派の間の「文化戦争」で大きな役割を果たしてきた。

## 使われ方

### 教育
現代におけるこの言葉の議論は、学術界や教育界におけるリベラルな偏見を前提とした保守派の批判に端を発しており、保守派はその後、この言葉を主要な攻撃材料として使用している。
ペンシルバニア大学教授のアラン・チャールズ・コースと弁護士のハーベイ・A・シルバーグレートは、米国の大学におけるスピーチコード（人前で話をするための言葉遣いの規範）を、フランクフルト学派の哲学者であるヘルベルト・マルクーゼと結びつけている。彼らは「スピーチコードが「抑圧の風潮」を生み出している」と主張し、それが「マルクーゼの論理」に基づいていると主張している。スピーチコードは、「コミュニティへの道徳的アジェンダの押し付けが正当化されるという信念に基づき、再定義された"自由"の概念を義務付ける」ものであり、「個人の権利をより重視せず、"歴史的に抑圧された"人々に平等な権利を達成するための手段を保証する必要がある」としている。
コースとシルバーグレートは、後に教育における個人の権利のための財団（FIRE）を設立し、デュープロセスの権利の侵害（特に「スピーチコード」の侵害）に反対するキャンペーンを行っている。
同様に、米国の高等教育に対する保守派の一般的な批判は、教員の政治的見解が一般の人々よりもはるかにリベラルであり、この状況がポリティカル・コレクトネスの雰囲気を助長しているというものである。 
2020年に発表された予備調査によると、米国のある大規模公立大学の学生は一般的に、教官は心が広く、多様な視点を自由に表現することを奨励していると感じていた。それにもかかわらず、ほとんどの学生は自分の政治的意見を表明することによる影響を心配しており、「政治的見解を表明することへの不安や自己検閲は、...保守的であると認識している学生の間でより多く見られた」という。
2001年には、保守派コメンテーターのパット・ブキャナンが『西側の死（The Death of the West）』の中で、「政治的正しさは文化的マルクス主義である」「そのトレードマークは不寛容である」と書いている。

### メディア
アメリカでは、この言葉は書籍や雑誌で広く使われているが、イギリスでは、主に大衆紙に限定して使われている。特に右派の作家やメディア関係者は、メディアの偏向を批判するためにこの言葉を使っている。ウィリアム・マッゴーワンは、「ジャーナリストがリベラルなイデオロギーと少数派の人々を怒らせることへの恐れから、記事を間違えたり、報道する価値のある記事を無視したりする」と主張している。
ロバート・ノバックは、「Political Correctness Has No Place in the Newsroom」というエッセイの中で、この言葉を使って、新聞社が偏見があるように見えることを過度に避ける傾向があると思われる言語使用ポリシーを採用していることを非難している。彼は、言語におけるポリティカル・コレクトネスは、意味を破壊するだけでなく、保護されるべき人々をも貶めるものであると主張した。
著者のWilliam David SloanとEmily Erickson Hoffは、米国ではジャーナリストが報道現場におけるポリティカル・コレクトネスへの懸念を払拭し、ポリティカル・コレクトネス批判を古い「リベラル・メディア・バイアス」のレッテルと同一視していると主張している。
著者のジョン・ウィルソンによると、タイム誌を引用しつつ左翼の「ポリティカル・コレクトネス」勢力が無関係な検閲の原因とされてきたとしている。タイム誌は、米国のネットワークテレビにおける暴力反対運動が、「ポリコレ警察の監視の目」のために「（主流文化が）慎重になり、消毒され、自分の影に怯えるようになった」一因となっているが、実際にはそういったテレビ番組を対象とした抗議活動や広告主によるボイコットは、一般的に、テレビにおける暴力、セックス、同性愛の描写に反対する右翼の宗教団体によって組織されていることを指摘している。

### 科学
進化論、タバコの受動喫煙、エイズ、地球温暖化、人種など、政治的に問題となる科学的見解について、一般的に受け入れられている科学的見解に反対するグループは、「ポリティカル・コレクトネス」という言葉を使って、これらの問題に対する自分たちの見解が、リベラルな政治に蝕まれていると信じる科学界によって不当に拒絶されていると見なしている。

### IT
データベースの同期を実施するレプリケーションにおいて、同期元をマスター（Master）、同期先をスレーブ（Slave）というが、マスターをプライマリ（Primary）、スレーブをレプリカ（Replica）と言い換えるべきだという意見が大きくなってきている。MySQLやMariaDBのGUIツールであるphpMyAdminでは、既に表記がプライマリ・レプリカに変更されている。

## 右翼のポリティカル・コレクトネス
「ポリティカル・コレクトネス」とは、一般的にリベラルな言葉や行動を表すために使われるラベル（レッテル）であるが、右派の言葉や行動を型にはめようとする試みには使われない。
経済学者のポール・クルーグマンは、「私たちの言論に対する大きな脅威は、右派のポリティカル・コレクトネスであり、それはリベラルなものとは異なり、背後に多くの権力と資金を持っている」と書いている。その目的は、オーウェルが「ニュースピーク」という概念で伝えようとしたこととよく似ている。つまり、既成の秩序に異議を唱えるような考えについて話すことも、場合によっては考えることさえも不可能にすることである。
ケイトー研究所のアナリストであるアレックス・ノヴラステ（Alex Nowrasteh）は、右派独自のポリティカル・コレクトネスを「パトリオティック・コレクトネス」と定義している。
2010年代前半からは宗教右派とされる世界平和統一家庭連合（旧統一教会）が、宗教的マイノリティに対するヘイトスピーチや、朝鮮民族へのヘイトスピーチ防止、更には教義である 「環境の浄化」「倫理道徳・家庭教育の再興」にふさわしくない性的コンテンツや、暴力コンテンツ規制の為に推進している。これら啓蒙活動は2020年代では大きな成果を果たしており、欧米諸国や日本ではポリティカル・コレクトネス的な考えは浸透し広まりつつある。

## 日本における実例
日本においても、ポリティカル・コレクトネスの考え方により、用語が言い換えられる例がある。

### 一般用語
| 従来の用語                  | 中立の用語                                                | 備考 |
| --------------------------- | --------------------------------------------------------- | --- |
| 看護婦 看護士               | 看護師                                                    | 2002年、保健師助産師看護師法改正。男性も職業に就いているため。                                                           |
| 兄弟                        | きょうだい                                                | 表記の仕方のみの変更。                                                                                                   |
| 障害者                      | 障がい者 障碍者                                           | 「害」の字が使われていることに不満がある人の感じる悪い印象を回避するため。2001年（平成13年）に東京都多摩市が最初に採用。 |
| 助産婦                      | 助産師                                                    | 2002年、保健師助産師看護師法改正。ただし現行では資格付与対象は女性限定である（同法3条）。                                |
| スチュワーデス スチュワード | 客室乗務員 フライトアテンダント キャビンアテンダント (CA) | 1996年に日本航空が従来の呼称を廃止。他社も追随した。世界の航空会社では、男性も従事している。                             |
| 土人                        | 先住民                                                    | 1997年、北海道旧土人保護法廃止                                                                                           |
| トルコ風呂                  | ソープランド                                              | トルコ人留学生、ヌスレット・サンジャクリの抗議により、1984年に改称。                                                     |
| 肌色                        | ペールオレンジ うすだいだい                               | 人種により、肌の色は異なることから。                                                                                     |
| 保健婦                      | 保健師                                                    | 2002年、保健師助産師看護師法改正。                                                                                       |
| 保父 保母                   | 保育士                                                    | 1999年、児童福祉法改正。男性も職業に就いているため。                                                                     |
| メクラフランジ              | 閉止フランジ                                              | JISなども改正済み 英語ではblank flange・blind flangeなどと云い、JISでも記号はBLと残る                                    |
| 母子健康手帳                | 親子手帳                                                  | 父親の育児参加や家族形態の多様化のため。2022年時点では併記可能。                                                         |

旧来は学校などで名前を呼ぶときの敬称に、男子に「君」、女子に「さん」を用いていたのを、男女とも「さん」で呼ぶことが一般的に行われるようになった。2020年代の小学生は、名簿も男女混合が主流である。
また、NHKでは女優も男性同様「俳優」と言及している。

### 医学用語
| 従来の用語  | 中立の用語 | 備考                               |
| ----------- | ---------- | ---------------------------------- |
| 伝染病      | 感染症     | 1999年、伝染病予防法廃止           |
| 痴呆症      | 認知症     | 2004年、厚生労働省による改名       |
| 精神分裂病  | 統合失調症 | 2002年、日本精神神経学会による改名 |
| らい病 癩病 | ハンセン病 | 1996年、らい予防法廃止             |

### 生物名
魚類の標準和名には、現在では差別的とされる語が使われていることがある。このため博物館や水族館ではしばしばそれらを言い換えた別名を使用することもあった。しかしその言い換え方には統一性がなく、かえって混乱をもたらす懸念があった。そこで、日本魚類学会では、差別的名称と考えられる和名について検討した結果、2006年から2007年にかけて「メクラ」「オシ」「バカ」「テナシ」「アシナシ」「セムシ」「イザリ」「セッパリ」「ミツクチ」の9つの差別的語を含む魚類の標準和名については、(1)今後新規に発表する和名についてはこれらの語を含まないようにすること、(2)従来の名称についてはすべて改名すること、という結論に達した。
この結果を受けて、日本産魚類のうち、差別的語を含むと考えられる51のタクサ（分類単位）について改名の必要ありと判断され、これらのタクサについて、例えば「メクラウナギ」を「ヌタウナギ」、「イザリウオ」を「カエルアンコウ」に変えるなどの改名案が勧告された。
また、1999年に日本昆虫学会と日本応用動物昆虫学会は「差別用語を用いた昆虫和名の扱いに関する要望」を連名で提出し、学会員に対し差別的な名称に関して、改称も含めて今後の命名や運用に関する配慮を要望した。2000年には「メクラカメムシ」が「カスミカメムシ」と改称された。

## 起源と変遷
ブリタニカ百科事典に依ると、ポリティカル・コレクトネスという用語自体は、1917年のロシア革命後に成立したマルクス・レーニン主義の語彙の中に初めて登場し、当時はソビエト連邦共産党の政策と原則の遵守を求める言葉として使用されていたという。1934年には、ナチス・ドイツでの弾圧を報告したニューヨーク・タイムズの記事中で「すべてのジャーナリストは活動の許可が必要であり、許可は政治的に正しい意見を持つ純粋な『アーリア人』にのみ付与される」（All journalists must have a permit to function and such permits are granted only to pure ‘Aryans’ whose opinions are politically correct. ）との用例があり、この時点では皮肉として用いられていたことが分かる。用語の意義に変化が生じたのは1940年代後半で、マルクス・レーニン主義が米国内で力を増す中で、アメリカ社会党の社会主義者が、アメリカ共産党の共産主義者に対して「『政治的には正しい』が、党路線を遵守する余り、道徳的思想が蹂躙されている」と非難を加える際に利用された。1960年代には米国の教条的で過激な左派の学生グループが性差別主義者や人種差別主義者とみられる学生を吊るし上げる際、しばしば「それは政治的に正しくないぞ！同志！」という言い回しが用いられたとも伝えられている。1970年代には、この言葉は米国内の新左翼が過激派の主張を自己批判的に揶揄する意味で用いられ、1980年代末から1990年代初頭には（共産主義からの転向者も少なくなかった）新保守派が主に大学内のリベラル系の教授達（進歩主義）を攻撃する用途で、その後はコメディアンが主に新保守派の政治家の政治的言い回しを揶揄する目的で使用するようになったが、1990年代中盤以降はサピア＝ウォーフの仮説や言語的相対論を下敷きにした「差別的用語の使用がその差別をより助長する」という理論の元での歴史的用語の修正運動へと変化していき、検閲の反対や言論の自由の維持を求める反対派との間の激しい論争や、「政治的発言（ヘイトスピーチ）の弾圧の為に用いられた」とするレイシストによる反論を招いているとされる。
1980年から1982年に掛けて、フランスの対外諜報機関である対外治安総局（DGSE）に勤務したドミニク・ポワティエ（Dominique Poirier）に依ると、DGSEは1980年代初頭からソビエト連邦のソ連国家保安委員会（KGB）が対外情報工作指針として用いていた積極的措置と呼ばれるドクトリンを解析し、自らの行動指針に取り入れていったが、DGSEが入手したKGBの内部資料の中に1968年3月頃に概念が誕生した「сенсибилизация（Sensitization、感作）」と呼ばれるメソッドが存在したと記述している。「感作」の主目的として「従来から存在する言葉の意味を変容させ、一種のステレオタイプを大衆に刷り込む」という心理操作が含まれており、エビデンスの無い思い込みを国の東西を問わず広く大衆に植え付けていく事で、その国が従来から伝統的に持つ観念を破壊する意図が存在したという。ポワティエは「ロシア人は西側諸国に対して「ポリティカル・コレクトネス」という概念を定着させる事に成功した。その国の言語が本来持つ意味を変え、可能な限り暴力的な意味と関連付けて「毒」化させる事によって、国内に不和の種をばら撒き、この概念を信じない者から見れば文化的な自己破壊や自殺を誘発しているように見える事態を招いた。」と指摘している。
ポリティカル・コレクトネスとマルクス主義を関連付ける主張は、1990年代初頭より米国の保守的な評論家の間で「ポリティカル・コレクトネスと多文化主義は、フランクフルト学派の批判理論に基づき、ユダヤ-キリスト教倫理を破壊する目的で考案された思想運動である」として、「文化的マルクス主義」の名称で喧伝されていたものであるが、当時は典型的な「フランクフルト校陰謀論」の一つとして、余り広くは支持されていない説であった。こうした説の初出は1992年にリンドン・ラルーシュ率いるラルーシュ運動の機関紙に掲載されたエッセイで、2001年にはパット・ブキャナンが著書『西側の死』において、「ポリティカル・コレクトネスとは文化的マルクス主義であり、そのトレードマークは不寛容である。」と記述した。
一方、自由主義の観点からは、元々は左翼同士が相手に対する皮肉を込めて用いていたポリティカル・コレクトネスという用語を、最も強く政治利用したのは1980年代中盤以降の新保守主義者達であり、彼らがポリティカル・コレクトネスという言葉を使う度に、人種や社会階級、性別、その他様々な法的な不平等の本質的な問題点から人々の政治的議論を逸らしてしまう効果を生んだと主張されている。英国のジャーナリスト、ウィル・ハットンは、「ポリティカル・コレクトネスという用語は、1980年代中期以降米国の右派がアメリカ合衆国の自由主義を解体する為の素晴らしい道具となった。最も先鋭的な右派の思想家は、自由主義的な文化的表現の実践に対して、この言葉を用いて宣戦布告する事をすぐに思いついた。議論の提唱者に対して『それはポリティカル・コレクトネスである』と非難を行う事により、あらゆる自由主義的な問題を平準化してしまい、結果として政治全体に対する信頼性を損なってしまった。」と指摘した。

## 批判
米国の政治的左派は、「保守派がポリティカル・コレクトネスの概念を用いて、不利な立場にある集団に対する実質的な差別的行為を軽視し、注意をそらすために利用している」と指摘している。また、右派は、「自らの支持する構成員やイデオロギーに対する批判を抑えるために、独自のポリティカル・コレクトネスを実施している」と主張している。
米国の作家であるウィリアム・デレシェヴィチ（William Deresiewicz）は、ポリティカル・コレクトネスを「歓迎されない信念や考えを持つ人々を黙らせようとする試み」と定義し、キャンパスの教職員が学費に依存している学生を怒らせることを警戒していることから、「主に営利目的の教育の結果である」と主張している。
『新潟日報』は、2022年ワールドカップカタール大会の欧米諸国による批判行為について、欧米的正しさの 「主張の押しつけ」であると地元民の声を引用し批判している。

### 陰謀論
西側の保守系コメンテーターの中には、「ポリティカル・コレクトネス」や多文化主義について、「ユダヤ・キリスト教的な価値観を損なうことを最終目的とした陰謀の一環である」と主張する人がいる。この理論は、ポリティカル・コレクトネスがフランクフルト学派の批判理論に由来するとし、その支持者が「文化的マルクス主義」と呼ぶ陰謀の一部であるとしている。この説は、1992年にリンドン・ラルーシュ運動の機関誌に掲載されたマイケル・ミニシーノのエッセイ「New Dark Age: Frankfurt School and 'Political Correctness'」に端を発している。

### 風刺的利用
政治的正しさはしばしば風刺されている。例としてSaul JerushalmyとRens Zbignieuw Xによる『The PC Manifesto』（1992年）や、ジェームズ・フィン・ガーナーによる『政治的に正しいおとぎ話』（1994年）では、政治的に正しい視点から誇張して書き直された童話が紹介されている。1994年には、大学のキャンパスにおける政治的正しさをテーマにしたコメディ映画『PCU』が公開された。
ヘンリー・ビアードらによる、『当世アメリカ・タブー語事典（"The Official Politically Correct Dictionary and Handbook"）』（原著1992年、翻訳1993年）は、例えば、"blind"等に対して推奨されるPC語"optically challenged"などを誇張して、「チビ・ノッポ」に対する"vertically challenged"、「デブ」に対する"horizontally challenged"、「口下手」に対する"orally challenged"、などを辞書形式で示し、行き過ぎていると受け取られる言い換えの風刺をしている。
また、テレビ番組『Politically Incorrect』や、ジョージ・カーリンの『Euphemisms』、『The Politically Correct Scrapbook』などもある。アニメ番組『サウスパーク』の人気により、アンドリュー・サリバンが「South Park Republican」という言葉を作り、後にブライアン・C・アンダーソンが『South Park Conservatives』という本を出版した。『サウスパーク』はそのシーズン19（2015年）で、原則を体現するキャラクター「ポリコレ校長」を登場させ、ポリティカル・コレクトネスの原則を揶揄している。
米国のコメディ専門チャンネルであるコメディ・セントラルにおいて嘗て放送されていたコルベア・レポートのホストであるスティーヴン・タイロン・コルベアは、しばしば「PCポリス（ポリコレ警察）」について風刺的に語っている。